# Pasquale de Siena
Pasquale de Siena (* 25. März 1840 in Neapel; † 25. November 1920) war ein italienischer römisch-katholischer Geistlicher und Weihbischof in Neapel.

## Leben
Pasquale de Siena empfing am 19. September 1863 das Sakrament der Priesterweihe für das Erzbistum Neapel.
Am 24. September 1898 ernannte ihn Papst Leo XIII. zum Titularbischof von Callinicum und zum Weihbischof in Neapel. Der Erzbischof von Neapel, Giuseppe Antonio Ermenegildo Kardinal Prisco, spendete ihm am 23. Oktober desselben Jahres die Bischofsweihe; Mitkonsekratoren waren der Weihbischof in Neapel, Ernesto Angiulli, und der Bischof von Gallipoli, Gaetano Müller.